# Прислуга (фільм)
«Прислуга» (англ. «The Help» дослівно українською "Поміч") — драма американського режисера Тейта Тейлора. Фільм вийшов у 2011 році. Є екранізацією однойменного роману Кетрін Стокетт. У головних ролях Віола Девіс, Октавія Спенсер і Емма Стоун. Кінокартина отримала премії «Оскар», «Золотий глобус» і BAFTA в номінації «Найкраща жіноча роль другого плану» (Октавія Спенсер). Прем'єра фільму відбулася 16 лютого 2012 року в Україні. Місця знімання: Кларксдейл, Джексон та Грінвуд, штат Міссісіпі, США. На 1 березня 2024 року фільм займав 247-му позицію у списку 250 найкращих фільмів за версією IMDb.

## Сюжет
Закон народжується тоді, коли в основі його покладено непорушні моральні принципи. Цього не станеться, якщо мовчати про свої переконання. Тому молода дівчина, яка щойно закінчила університет, наділена хоробрістю та здібністю до літератури, пише книгу про життя афроамериканців. Вона стає однією з перших, хто став прокладати шлях до великих змін — справедливості та рівноправ'я для всіх.

## Акторський склад
| Актор               | Роль                  |
| ------------------- | --------------------- |
| Емма Стоун          | Юджинія Філан         |
| Віола Девіс         | Ейбілін Кларк         |
| Брайс Даллас Говард | Хіллі Холбрук         |
| Октавія Спенсер     | Мінні Джексон         |
| Джессіка Честейн    | Селія Фут             |
| Еллісон Дженні      | Шарлотта Філан        |
| Сісі Спачек         | Уолтерс               |
| Майк Фогел          | Джоні Фут             |
| Вес Четем           | Карлтон Філан         |
| Сіселі Тайсон       | Константайн Джеффрсон |
| Анна Кемп           | Джолін Френч          |
| Ешлі Джонсон        | Мері Бет Колдвелл     |
| Онжаню Елліс        | Вель Мей Дейвіс       |
| Мері Стінберген     | Елейн Стайн           |
| Девід Оєлово        | священник Грін        |
| Нелсан Елліс        | офіціант Генрі        |
| Лашанз              | Рейчел                |

## Критика

### Відгуки
Фільм зібрав загалом позитивні відгуки кінокритиків. На сайті Rotten Tomatoes фільм «Прислуга» отримав рейтинг 76 % (202 огляди) від кінокритиків. На сайті Metacritic фільм також отримав досить непогану оцінку від кінокритиків (62 бали зі 100 на основі 41 огляду). CinemaScore повідомив, що кіноглядачі в середньому ставили фільму оцінку «А+» (на шкалі від «F» до «А+»).

### Касові збори
Фільм «Прислуга» зібрав 169 708 112 доларів США в Північній Америці та 46 931 000 $ у решті світу. Таким чином загальні збори фільму становлять 216 639 112 дол. США.

## Нагороди та номінації
| Нагорода            | Категорія                          | Номінований(а)          | Результат |
| ------------------- | ---------------------------------- | ----------------------- | --------- |
| Оскар               | Найкращий фільм                    | Найкращий фільм         | номінація |
| Оскар               | Найкраща жіноча роль               | Віола Девіс             | номінація |
| Оскар               | Найкраща жіноча роль другого плану | Октавія Спенсер         | нагорода  |
| Оскар               | Найкраща жіноча роль другого плану | Джессіка Честейн        | номінація |
| Премія БАФТА у кіно | Найкращий фільм                    | Найкращий фільм         | номінація |
| Премія БАФТА у кіно | Найкращий адаптований сценарій     | Тейт Тейлор             | номінація |
| Премія БАФТА у кіно | Найкраща жіноча роль               | Віола Девіс             | номінація |
| Премія БАФТА у кіно | Найкраща жіноча роль другого плану | Октавія Спенсер         | нагорода  |
| Премія БАФТА у кіно | Найкраща жіноча роль другого плану | Джессіка Честейн        | номінація |
| Золотий глобус      | Найкращий фільм — драма            | Найкращий фільм — драма | номінація |
| Золотий глобус      | Найкраща жіноча роль — драма       | Віола Девіс             | номінація |
| Золотий глобус      | Найкраща жіноча роль другого плану | Октавія Спенсер         | нагорода  |
| Золотий глобус      | Найкраща жіноча роль другого плану | Джессіка Честейн        | номінація |
| Золотий глобус      | Найкраща пісня до фільму           | «The Living Proof»      | номінація |